# 754
Évszázadok: 7. század – 8. század – 9. század
Évtizedek: 700-as évek – 710-es évek – 720-as évek – 730-as évek – 740-es évek – 750-es évek – 760-as évek – 770-es évek – 780-as évek – 790-es évek – 800-as évek
Évek: 749 – 750 – 751 – 752 –  753 – 754 – 755 – 756 – 757 – 758 – 759

## Események

### Európa
- Cserébe a longobárdok elleni segítségért II. István pápa ismételten felkeni a frankok királyává Kis Pippint; egyúttal római patriciussá avatja fel őt és fiait, Károlyt és Karlmannt.[1] Ez az első alkalom, hogy a pápa világi uralkodót koronáz.
- Meghal Karlmann, Pippin bátyja, aki szerzetesi visszavonultságát feladva utazott Párizsba, hogy lebeszélje öccsét az itáliai hadjáratról, de az egy vienne-i kolostorba záratta.
- Rablók meggyilkolják a Fríziában térítő Bonifác német érseket, valamint Eoban utrechti püspököt.
- Meghal Hiltrud, Martell Károly lánya (Kis Pippin nővére), bajorországi régens.
- Először említik Ferrarát.
- Meghal Anasztasziosz konstantinápolyi pátriárka. Utódja II. Kónsztantinosz.
- V. Kónsztantinosz bizánci császár összehívja a hieriai zsinatot, amelyen megerősítik a birodalom képromboló teológiai irányzatát és eretnekségként bélyegzik meg az ikonok tiszteletét. A zsinaton az öt nagy patriarchális központ egyik vezetője sincs jelen és határozatait a pápa 769-ben eretnekségnek nyilvánítja.

### Abbászida Kalifátus
- Júniusban feketehimlőben meghal al-Szaffáh kalifa. Utóda fivére, al-Manszúr. Nagybátyja, Abdalláh ibn Ali szíriai kormányzó, aki éppen a Bizánci Birodalom ellen gyűjt hadsereget, saját magát kiáltja ki kalifának, de al-Manszúr hadvezére, Abú Muszlim Niszibisznél legyőzi és börtönbe záratja.

### Távol-Kelet
- Kínában népszámlást tartanak: a Tang-dinasztia birodalmának 52 millió lakosa és 1859 városa van. A főváros, Csangan több mint kétmillió lakosával a világ legnagyobb városa.
- Csien-csen kínai buddhista szerzetes, aki korábban már ötször hiába próbált átkelni Japánba és időközben betegség miatt megvakult, végre megérkezik Kóken császárnő udvarába és szent szövegeket ad át neki.

## Halálozások
- június 5. – Szent Bonifác, angolszász hittérítő
- június 10. – al Szaffáh, abbászida kalifa
- augusztus 17. – Karlmann, frank majordomus
- III. Childeric, frank király
- Hiltrud, Martell Károly lánya, Odilo bajor herceg felesége
- Anasztasziosz, konstantinápolyi pátriárka

## Fordítás
- Ez a szócikk részben vagy egészben  a(z)   754 című angol Wikipédia-szócikk ezen változatának fordításán alapul.  Az eredeti cikk szerkesztőit annak laptörténete sorolja fel. Ez a jelzés csupán a megfogalmazás eredetét és a szerzői jogokat jelzi, nem szolgál a cikkben szereplő információk forrásmegjelöléseként.